# Washington Rugby Football Club
Maillots
Actualités
Le Washington Rugby Football Club est un club de rugby à XV des États-Unis ayant participé au Championnat des États-Unis de rugby à XV, plus connu comme l'U.S. Rugby Super League.  Il est situé à Washington.

## Historique
Le club regroupe les meilleurs joueurs du District de Columbia, de Virginie et du Maryland. Il est membre de la Mid-Atlantic Rugby Football Union (MARFU) depuis 1963. Le Washington RFC accueille chaque année en avril depuis 1966 le Cherry Blossom Tournament.

## Palmarès
- Division 1 Eastern Rugby Union of America Champions - 1988
- Blume Trophy - 1971, 1974
- Division 1 MARFU 15's Champions - 1987, 1995
- Division 1 MARFU Sevens Champions - 2003
- Division 1 Potomac Rugby Union Champions - 1985, 1986, 1987, 1988, 1989, 1990, 1991, 1992, 1993

## Joueurs emblématiques
| - Mitchell Cox - Bill Bernhard - Rob Blackmore - Robinson Bordley - Mike Conroy - Mike Coyner - Al Dekin - Chris Doherty - Michael Lancaster | - Rory Lewis - Dan Lyle - Gerry McDonald - John Robbins - Paul Sheehy - Tom Smith - Scott Stephens - George Sucher | - Kevin Swords - Dan Wack - Ken Wood - James Cassidy - Francois Viljoen - Owen Lentz - PJ Komonognam - Andrew Tui Osbourne |